# Gliese 725
Gliese 725 è il quindicesimo sistema stellare più vicino al Sole. Si trova a poco più di 11 anni luce dal sistema solare, nella parte sud-ovest della costellazione del Dragone, a nord-ovest della stella ξ Draconis, a sud-est di δ Draconis.

## Il sistema
La distinzione in due componenti di questo sistema, che è troppo debole per poter essere individuato ad occhio nudo, è stata per la prima volta misurata nel 1832 da Friedrich Georg Wilhelm von Struve.
Le componenti sono entrambe nane rosse di massa e dimensioni pressoché identiche, mentre si differenziano per luminosità. La componente secondaria è meno luminosa.
Le due stelle orbitano attorno ad un comune centro di massa in un periodo di 408 anni, con orbite fortemente ellittiche (e=0,53) aventi un asse maggiore di 25,6 e 30 au (rispettivamente per la componente A e B). La distanza relativa tra le due stelle oscilla tra un minimo di 26 UA (3,9 miliardi di km) e un massimo di 86 UA (12,9 miliardi di km). Questi valori definiti nel 1987 aggiornano quelli calcolati nel 1958
Una ricerca eseguita con il Telescopio Spaziale Hubble non ha evidenziato la presenza di pianenti gioviani orbitanti attorno alle stelle del sistema.

## Le componenti
Gliese 725 A è una nana rossa di tipo spettrale M3,0-V. Possiede il 33% della massa solare, il 35% del suo diametro e circa 3,9% della sua luminosità. È sospettata di essere una stella variabile ed ha pertanto anche la designazione NSV 11288.
Gliese 725 B è una nana rossa di tipo spettrale M3,5-V. Possiede il 25% della massa solare, il 27% del suo diametro e il 2,1% della sua luminosità. Come la compagna e come tante nane rosse è anch'essa una stella a brillamento.

## Sistema planetario
Nel 2019, attorno alla stella secondaria del sistema, Gliese 725 B, sono stati scoperti orbitare due pianeti extrasolari con il metodo della velocità radiale. Entrambi sono giganti gassosi con una massa paragonabile a quella di Urano che orbitano rispettivamente in 92 e 192 giorni attorno alla stella. Data la distanza dalla stella, molto meno luminosa del Sole, sono relativamente freddi, anche se meno dei giganti ghiacciati del sistema solare (Urano e Nettuno), con il più interno che ha una temperatura di equilibrio attorno ai 190 K.

### Prospetto del sistema
Segue un prospetto dei componenti del sistema planetario di Gliese 725, in ordine di distanza dalla stella.
| Pianeta | Massa            | Raggio | Periodo orb. | Sem. maggiore | Eccentricità |
| ------- | ---------------- | ------ | ------------ | ------------- | ------------ |
| b       | 15,7±5,7 M⊕      | —      | 91,3 giorni  | 0,26 UA       | 0,06         |
| c       | 13,1+8,1 −6,4 M⊕ | —      | 192,4 giorni | 0,43 UA       | 0,03         |